# Giovanni Giacomo Cavallerini
Giovanni Giacomo Cavallerini (né le 16 février 1639 à Rome, alors la capitale des États pontificaux, et mort à Rome le 18 février 1699) est un cardinal italien de la fin du XVIIe siècle. Sa famille est originaire de Modène.

## Biographie
Giovanni Giacomo Cavallerini est lieutenant de l'auditeur de la chambre apostolique et auditeur au rote romaine. Il est élu archevêque titulaire de Nicée et envoyé comme nonce apostolique en France en 1692.
Le pape Innocent XII le crée cardinal lors du consistoire du 12 décembre 1695. Cavallierini est préfet du tribunal suprême de la Signature apostolique.